# Schleiferella
Schleiferella es un género de foraminífero bentónico considerado un sinónimo posterior de Evolutinella de la familia Haplophragmoididae, de la superfamilia Lituoloidea, del suborden Lituolina y del orden Lituolida. Su especie tipo era Haplophragmoides? schleiferi. Su rango cronoestratigráfico abarcaba desde el Jurásico superior hasta el Neocomiense (Cretácico inferior).

## Discusión
Clasificaciones previas incluían Schleiferella en el suborden Textulariina del orden Textulariida, o en el orden Lituolida sin diferenciar el suborden Lituolina.

## Clasificación
Schleiferella incluía a la siguiente especie:
- Schleiferella schleiferi †

Otra especie considerada en Schleiferella es:
- Schleiferella tota †, de posición genérica incierta